# Damlakuyu, Cihanbeyli
Damlakuyu là một xã thuộc huyện Cihanbeyli, tỉnh Konya, Thổ Nhĩ Kỳ. Dân số thời điểm năm 2011 là 390 người.